# Интернет в Израиле
Интернет в Израиле представляет собой комбинацию из объектов, инфраструктуры и механизмов, которые совместно позволяют потребителям в Израиле посещать местные веб-сайты, а также дополнительную инфраструктуру для подключения к глобальной сети Интернет.
Широкополосный интернет в Израиле теоретически доступен с конца девяностых, но на практике стал доступен рядовому потребителю в 2001 году. В 2008 году Израиль стал одной из немногих стран с развитым широкополосным интернетом в двух инфраструктурах, доступность для жителей страны составляла 95 %. Реальный доступ к широкополосному интернету в 2010 году оценивался в 77 %, что ставило Израиль на 7-е место в мире по доступности широкополосного интернета.
В Израиле существует две инфраструктуры широкополосного интернета, телефонная предоставляется компанией Безек, а кабельная — компанией Хот. Безек предоставляет коммутируемый доступ, ISDN и ADSL. Каждый пользователь интернета в Израиле платит отдельно за инфраструктуру и отдельно за услуги провайдера в соответствии с конкурентным правом.
Также широкополосный интернет для сотовой связи предоставляется такими сотовыми операторами, как Пелефон, Селком, Оранж и другими.
В 2010 году 67 % населения в возрасте старше 20 лет реально пользовалось интернетом. Обычно интернет используется для поиска информации (95 %) и электронной почты (85 %). Более 80 % опрошенных оценили себя как умелых пользователей.
В 2011 году Израиль был на 13 месте в мире по количеству мобильных телефонов с высокоскоростным Интернетом (62,2 на 100 жителей).
На 2014 год количество интернет-абонентов оценивается примерно в 2 миллиона человек, а число пользователей — в 5,6 миллионов человек. Скорость интернет-навигации составляет в среднем 40 мб/сек. Средний пользователь скачивает за день файлы объёмом 2 гб (через стационарную сеть). В каждой семье есть в среднем 5 устройств, подключенных к интернету. 45 % пользователей хранят аудио- и видеофайлы на внешних серверах.
В августе 2025 года в Израиле появился спутниковый Интернет от Starlink. По соображениям безопасности сервис пока не доступен в Иудее, Самарии и секторе Газа, однако охватывает почти всю остальную территорию Израилья

## История
Первое подключение к Интернету (который ещё так не назывался), для академических потребностей, было осуществленно в 1982 году для прямого подключения к сети в Соединенных Штатах; однако связь между научными учреждениями в Израиле появилась в 1984 году.

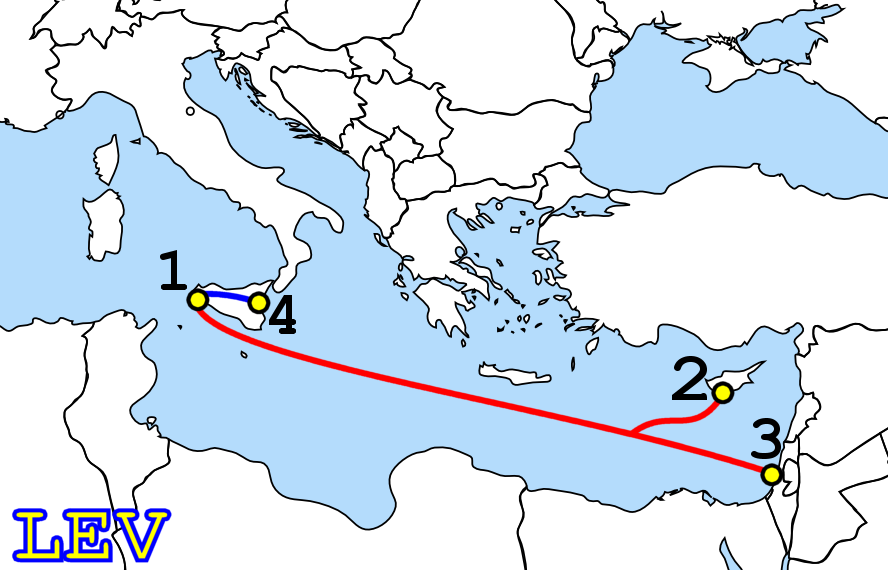
Подводный кабель LEV, рассчитанный на 20 Gbit/s, общей длиной 2600 км. Функционирует с марта 1999 года.

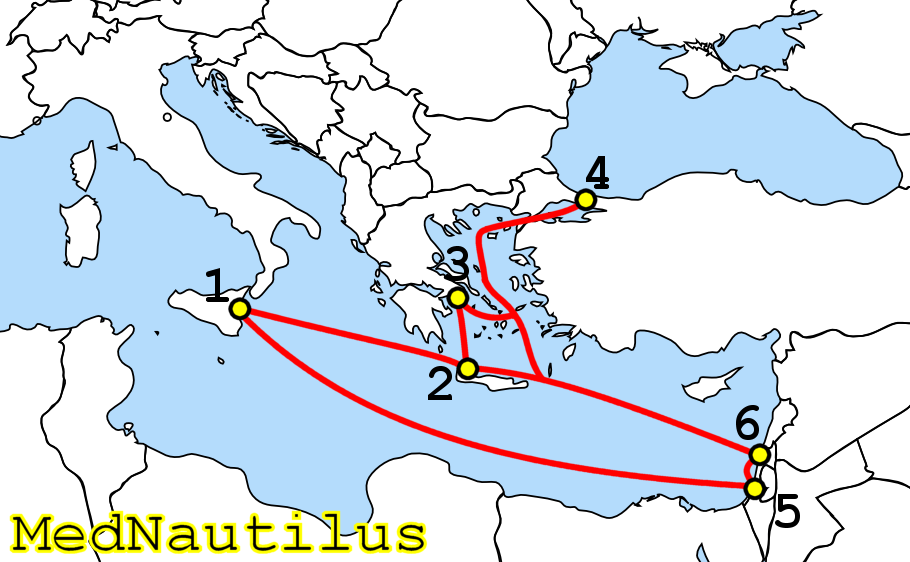
Подводный кабель MedNautilus, рассчитанный на 3.84 Tb/s, общей длиной 5729 км

В ноябре 1990 года был проложен подводный кабель EMOS-1, соединяющий Израиль с Турцией, Грецией и Италией. Это был первый Израильский подводный кабель, дополненный в апреле 1994 года кабелем CIOS, связавшим Израиль с Кипром. С тех пор были проложены другие кабели, связывающие Израиль с другими странами.
До 1997 года большая часть интернет-трафика проходила либо непосредственно между провайдерами, либо через академические сети израильских университетов в ведении Израильского Межвузовского вычислительного центра. С 1997 года Интернет Ассоциация Израиля отвечает за эксплуатацию израильского обмена интернет-трафиком (IIX), через которую осуществляется большая часть внутренних интернет-коммуникаций.
В 1999 году инфраструктура Интернета была существенно обновлена, что обошлось более чем в миллиард шекелей. Это позволило существенно снизить цены для конечного потребителя.
Также в 2001 году в Закон о связи 1982 года была внесена поправка, позволяющая предоставление широкополосного доступа в Интернет через кабельную инфраструктуру.
Оптическая система Безек Бейнлеуми — JONAH — кабель, связывающий Тель-Авив и Бари, функционирует с января 2012 года. Система принадлежит израильской компании Безек, длиной 2 300 км подводного кабеля, продолжается наземным кабелем компании Interoute к главным городам Европы.

## Интернет-провайдеры
До 2022 года пользователи Интернета в Израиле платили отдельно за инфраструктуру и отдельно за услуги интернет-провайдеров. Исключение составляли операторы сотовой связи, которые предоставляют как инфраструктуру для беспроводного Интернета, так и услуги провайдера. С 2022 года это разделение ликвидировано.
Самыми крупными Интернет-провайдерами в Израиле являются компании 012 Smile, 013 Netvision (включая Internet Rimon) и Безек Бейнлеуми. В 2006 году доля этих компаний на рынке составляла 34, 33 и 30 процентов соответственно, хотя эта статистика включает также международные телефонные переговоры. Всего по состоянию на август 2012 года в Израиле насчитывалось 43 компании, получивших лицензии интернет-провайдеров от Министерства Связи.

### Интернет-провайдеры
- 012 Smile
- 013 Netvision
- 014 Безек Бейнлеуми
- 018 XFone
- 019
- Хот
- Triple Cloud
- FAST
- Интернет Римон
- Интернет Бинат

### Другое
- Интернет Ассоциация Израиля ICOS-IL (англ.)
- Отчет комиссии Гронау 2008 года (короткая версия) (иврит)